# Krzywa (powiat sokólski)
Krzywa – wieś w Polsce położona w województwie podlaskim, w powiecie sokólskim, w gminie Suchowola.
Administracyjnie wsie Krzywa i Poświętne tworzą sołectwo Krzywa-Poświętne.
Wieś leśnictwa nowodworskiego w ekonomii grodzieńskiej w drugiej połowie XVII wieku. Wieś królewska ekonomii grodzieńskiej położona była w końcu XVIII wieku  w powiecie grodzieńskim województwa trockiego. W latach 1975–1998 miejscowość należała administracyjnie do województwa białostockiego.
Przez miejscowość przebiega droga krajowa nr 8.
Wierni kościoła rzymskokatolickiego należą do parafii Matki Bożej Pocieszenia w Chodorówcelub do parafii św. Apostołów Piotra i Pawła w Suchowoli.